# Miklós Szalai

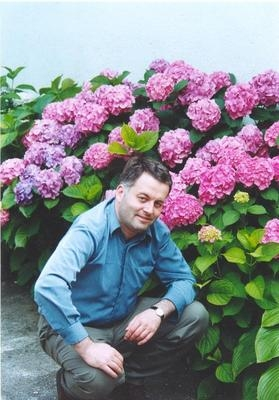
Miklós Szalai

Miklós Szalai  (* 20. September 1964 in Budapest) ist ein ungarischer atheistischer Philosoph und Historiker. Er ist einer der bekanntesten Vertreter der jüngeren Philosophengeneration, die sich mit Religionsphilosophie beschäftigen.

## Leben
Miklós Szalais Vater, Pál Szalai äußerte sich ebenfalls in verschiedenen Foren zu aktuellen gesellschaftspolitischen Fragen. Szalai machte 1983 am Anne-Frank-Gymnasium in Budapest das Abitur und studierte von 1984 bis 1990 an der Philosophischen Fakultät der Loránd-Eötvös-Universität Geschichte und Philosophie. In beiden Fächern erwarb er einen Doktortitel summa cum laude (in Geschichte 2001, in Philosophie 2002).
Seine berufliche Laufbahn begann er als Geschichtslehrer am Kálmán Könyves-Gymnasium. Gegenwärtig (2005) arbeitet er beim Geschichtswissenschaftlichen Institut der MTA. Nebenbei hält er Kurse an der Philosophischen Fakultät der Loránd-Eötvös-Universität und an der Corvinus-Universität.
Frei übersetztes Zitat aus Szalais autobiographischen Schriften:

„In der zweiten Hälfte der 1970er Jahre und der ersten Hälfte der 1980er Jahre, als ich ein Teenager war, war Ungarn noch ein kommunistisches System, das die atheistische Ideologie verkündete. Jedoch wurde diese sich selbst ‚wissenschaftlich‘ nennende atheistische Ideologie bis dahin völlig unglaubwürdig. In meinem Jahrgang waren kaum mehr ‚überzeugte‘ Kommunisten und Marxisten zu finden – trotzdem durchschauten wir nicht, wie schlecht das sozialistische System wirtschaftlich funktionierte, und auch daran dachten wir nicht, dass es in absehbarer Zeit sein Ende erreichen würde. Meine Erziehung hat die Identifizierung mit der offiziellen Ideologie ausgeschlossen: mein Vater nahm am demokratischen Widerstand teil, und hasste das System – das der größte Teil der Gesellschaft mehr oder weniger akzeptierte – mit zunehmender manischer Besessenheit […] Am Anfang meiner Pubertät (um mein zwölftes oder dreizehntes Lebensjahr herum) entdeckte ich meine eigene jüdische Identität. In meiner Familie, meinem Freundes- und Bekanntenkreis waren fast alle jüdischer Abstammung. Bis dahin wussten wir kaum etwas über die jüdische Kultur – aber wir wussten, dass es den Holocaust gegeben hat, und wir wussten auch, dass ‚unser‘ Land Israel ist, das mit gegnerischen Augen auf die machthabende kommunistische Diktatur und die Sowjetunion blickt.“

Originalzitat:

„Az 1970-es évek második, és az 1980-as évek első felében, amikor én tinédzser voltam, Magyarországon még kommunista rendszer volt, amely ateista ideológiát hirdetett. Ámde ez a magát ‚tudományosnak‘ mondó ateista ideológia addigra teljesen hiteltelenné vált. Az én korosztályomban ‚meggyőződéses‘ kommunista, marxista már alig akadt – bár nem láttuk át azt, hogy a szocialista rendszer mennyire rosszul működik gazdaságilag, és azt sem gondoltuk, hogy belátható időn belül véget érhet. Az én számomra a hivatalos ideológiával való azonosulást mindenképpen kizárta a családi neveltetés: édesapám a demokratikus ellenzékben vett részt, és a rendszert – amelyet a társadalom legnagyobb része többé-kevésbé elfogadott – már-már mániákus megszállottsággal gyűlölte… Kamaszkorom kezdetén (tizenkét-tizenhárom éves koromban) fedeztem fel a saját zsidó identitásomat. A családban, a baráti, ismerősi körben szinte mindenki zsidó származású volt, A zsidó kultúráról alig tudtunk valamit – de tudtuk, hogy volt a Holokauszt, és tudtuk azt is, hogy a ‚mi‘ országunk Izrael, amelyet a hatalmon lévő kommunista diktatúra és a Szovjetunió ellenséges szemmel néz.“

## Wissenschaftliche Veröffentlichungen
- Szalai, Miklós: A Horthy-rendszer születése. In: Politikatörténeti Alapítvány - Politikhistorische Stiftung (Hrsg.): Múltunk - Politikatörténeti folyóirat (Unsere Vergangenheit - Politikhistorische Zeitschrift). Nr. 3. Budapest 1994, S. 193–198 (ungarisch, „Die Geburt des Horthy-Systems“).
- Szalai, Miklós: Tisza-képünk viszontagságai. In: Politikatörténeti Alapítvány - Politikhistorische Stiftung (Hrsg.): Múltunk - Politikatörténeti folyóirat (Unsere Vergangenheit - Politikhistorische Zeitschrift). Nr. 3. Budapest 1995, S. 187–196 (ungarisch).
- Szalai, Miklós: Andrássy a kiegyezésről. In: Tőkéczki Dr., László (Hrsg.): Valóság. Nr. 10. Budapest 1995, S. 26–41 (ungarisch).
- Szalai, Miklós: Választások a száz év előtti Magyarországon. In: Politikatörténeti Alapítvány - Politikhistorische Stiftung (Hrsg.): Múltunk - Politikatörténeti folyóirat (Unsere Vergangenheit - Politikhistorische Zeitschrift). Nr. 4. Budapest 1996, S. 3–22 (ungarisch, „Antworten auf das Ungarn vor hundert Jahren“).
- Pál, Lajos: Ifjabb Andrássy Gyula gróf pályájának első szakasza (1860-1904). In: Politikatörténeti Alapítvány - Politikhistorische Stiftung (Hrsg.): Századok. A magyar történelmi társulat közlönye. Nr. 3. Budapest 1997, S. 623–677 (ungarisch).
- Szalai, Miklós: Az 1885-ös főrendiházi reform. In: Pölöskei, Ferenc (Hrsg.): Múltból a jövőbe. Nr. 3. ELTE BTK, Budapest 1997, S. 28–43 (ungarisch).
- Szalai, Miklós: Swinburne istenérvei. In: Steiger, Kornél (Hrsg.): Magyar Filozófia Szemle. Nr. 1. Áron Kiadó, Budapest 1998 (ungarisch, elte.hu [abgerufen am 27. November 2008]).
- Szalai, Miklós: álasztójogi reformkísérlet a századforduló Magyarországán. In: Politikatörténeti Alapítvány - Politikhistorische Stiftung (Hrsg.): Múltunk - Politikatörténeti folyóirat (Unsere Vergangenheit - Politikhistorische Zeitschrift). Nr. 2. Budapest 2000, S. 60–91 (ungarisch, „Wahlrechtliche Reformversuche in Ungarn zur Zeit der Jahrhundertwende“).
- Az állam-egyház viszony története a Német Szövetségi Köztársaságban. In: Oktatáspolitika és vallásszabadság. Új Mandátum Kiadó, 2000. („Die Geschichte der Beziehung zwischen Staat und Kirche in der Bundesrepublik Deutschland“)
- A tapasztalattól a tudományig. Válogatott tanulmányok: Willard Van Orman Quine. Szerk. és vál. Forrai Gábor. Budapest, Osiris, 2002. („Von der Erfahrung zur Wissenschaft“)
- Szalai, Miklós: Újrendiség és korporativizmus a magyar politikai gondolkodásban (1931-1944). In: Politikatörténeti Alapítvány - Politikhistorische Stiftung (Hrsg.): Múltunk - Politikatörténeti folyóirat (Unsere Vergangenheit - Politikhistorische Zeitschrift). Nr. 1. Budapest 2002, S. 52–105 (ungarisch).
- Szalai, Miklós: Ifjabb Andrássy Gyula élete és pályája. Hrsg.: MTA Történettudományi Intézete. Budapest 2003 (ungarisch, „Leben und Laufbahn des jungen Gyula Andrássy“).
- Szalai, Miklós: Szent Tamás az ugaron: Horváth Sándor arcképéhez. In: Mink, András (Hrsg.): Beszélő. Stencil Kulturális Alapítvány, Budapest 2003 (ungarisch, c3.hu [abgerufen am 27. November 2008]).
- Szalai, Miklós: Cionizmus, neológia, ortodoxia. A magyar zsidó identitás dilemmái a két világháború közötti Magyarországon. In: Politikatörténeti Alapítvány - Politikhistorische Stiftung (Hrsg.): Múltunk - Politikatörténeti folyóirat (Unsere Vergangenheit - Politikhistorische Zeitschrift). Nr. 3. Budapest 2004, S. 59–119 (ungarisch, lapok.hu [abgerufen am 27. November 2008] „Zionismus, Neologie, Orthodoxie. Die Dilemmata der jüdischen Identität in Ungarn zwischen den beiden Weltkriegen“).
- Szalai, Miklós: Létezik-e Isten? Ateista érvek a mai angolszász filozófiában. Abgerufen am 27. November 2008 (ungarisch, „Gibt es einen Gott? Atheistische Argumente in der heutigen angelsächsischen Philosophie“, Buchbeschreibung).
- Szalai, Miklós: Jászi útja. In: Wessely, Anna (Hrsg.): Budapesti könyvszemle. 2005, ISSN 0865-4247 (ungarisch, c3.hu [PDF; abgerufen am 27. November 2008] „Jászis Weg“).
- Szalai, Miklós: Magyary Zoltán magyar államberendezkedést, alkotmányosságot érintő gondolatrendszere. In: Steller Dr., Lea-Katharina, Szudétanémet Tudományos Gyűjtemény - Sudetendeutsche wissenschaftliche Sammlung (Hrsg.): Tudományos Lapok a rendszerről. Nr. 1, 2006, ISSN 1788-0963, S. 3–29 (ungarisch, oszk.hu [abgerufen am 27. November 2008] „Das Gedankensystem Zoltán Magyarys in Bezug auf die ungarische Staatsbildung und Verfassung“).
- Szalai, Miklós: Hume dialógusainak időszerűsége. In: Csányi, Vilmos (Hrsg.): Magyar Tudomány. Nr. 8. Akaprint Kft., Budapest 2006 (ungarisch, iif.hu [abgerufen am 27. November 2008] „Die Aktualität von Humes Dialogen“).

Hinweis: Die deutschen Titel sind frei übersetzt und verweisen nicht auf im Deutschen erschienene Werke.
| Personendaten    | Personendaten                                      |
| ---------------- | -------------------------------------------------- |
| NAME             | Szalai, Miklós                                     |
| KURZBESCHREIBUNG | ungarischer atheistischer Philosoph und Historiker |
| GEBURTSDATUM     | 20. September 1964                                 |
| GEBURTSORT       | Budapest                                           |